# Batman (DC Extended Universe)
Bruce Wayne, noto anche con il suo alias supereroistico Batman, è un personaggio del DC Extended Universe (DCEU), basato sull'omonimo personaggio di DC Comics. Il personaggio è stato interpretato da Ben Affleck nel film di supereroi di Zack Snyder Batman v Superman: Dawn of Justice (2016), tornando poi in Justice League (2017) (così come nella sua versione del regista del 2021), Suicide Squad (2016) e The Flash (2023). Gli appassionati hanno rinominato questa versione del personaggio come "Batfleck", una parola macedonia di "Batman" e "Affleck". Nell'universo dei film, Bruce era già in attività come Batman da vent'anni prima che Superman emergesse, e nonostante fosse inizialmente in disaccordo con lui fino ad essere paranoico e arrabbiato, Batman arrivò ad apprezzare il primo, fondando la Justice League in suo onore dopo il sacrificio di Superman per fermare Doomsday. La Justice League, sotto la guida di Wayne, combatté per impedire a Steppenwolf di raccogliere le tre Scatole Madri e distruggere la Terra insieme al suo maestro Darkseid, resuscitando infine Superman per aiutarlo a unire i loro sforzi collettivi.
Il DCEU segna la quinta volta che Batman è stato ritratto in un film, ma il primo a condividere una serie di film con altri supereroi DC come Superman e Wonder Woman. Sebbene l'annuncio del casting di Affleck in Batman v Superman sia stato inizialmente accolto con un intenso contraccolpo da parte dei fan, la sua performance ha ricevuto recensioni positive nonostante l'accoglienza generalmente sfavorevole del film. Affleck è stato successivamente ingaggiato per scrivere, dirigere e recitare nel suo film indipendente di Batman intitolato The Batman prima di dimettersi da entrambi i ruoli. Il progetto sarebbe stato realizzato come un altro reboot da Matt Reeves, con Robert Pattinson a succedere Affleck nel suo ruolo, anche se Affleck sarebbe comunque tornato per The Flash, al fianco di Michael Keaton come variante della versione di Affleck. Alla fine di quel film, quando Barry Allen viaggia indietro nel tempo per assicurarsi che suo padre venga dichiarato innocente dell'omicidio di sua madre, l'aspetto di Bruce Wayne viene alterato e viene interpretato da George Clooney.

## Biografia del personaggio

### Assassinio dei genitori e impatto
Bruce Wayne è nato il 19 febbraio 1970 da Martha e Thomas Wayne. Nel 1981, dopo aver visto il film Excalibur con i suoi genitori, un rapinatore uccide entrambi i genitori di fronte agli occhi di Bruce.
Durante il funerale, Wayne scappa, per poi cadere in un pozzo asciutto e venire attaccato da uno sciame di pipistrelli. Questo lo avrebbe poi ispirato a usare quella paura per combattere la criminalità che ha tolto la vita ai suoi genitori. Anni dopo, Wayne diventa l'amministratore delegato della società di suo padre, la Wayne Enterprises, mentre diventa Batman nel 1995, difendendo Gotham City dal pericolo.

### Primi anni come Batman
Ad un certo punto, Wayne reclutò Robin che fu poi ucciso da Joker nel 2005, con Wayne che in seguito tenne il suo costume vandalizzato per commemorarlo.
Batman si scontra con Deadshot dopo aver ricevuto una soffiata da Amanda Waller. Mentre ottiene la meglio su Deadshot, quest'ultimo estrae il suo fucile pronto ad uccidere Batman, ma sua figlia Zoe si mette in mezzo e convince suo padre ad arrendersi. Qualche tempo dopo, Batman insegue Joker e Quinn, provocando la cattura e l'incarcerazione di Quinn.

### L'incontro con Superman

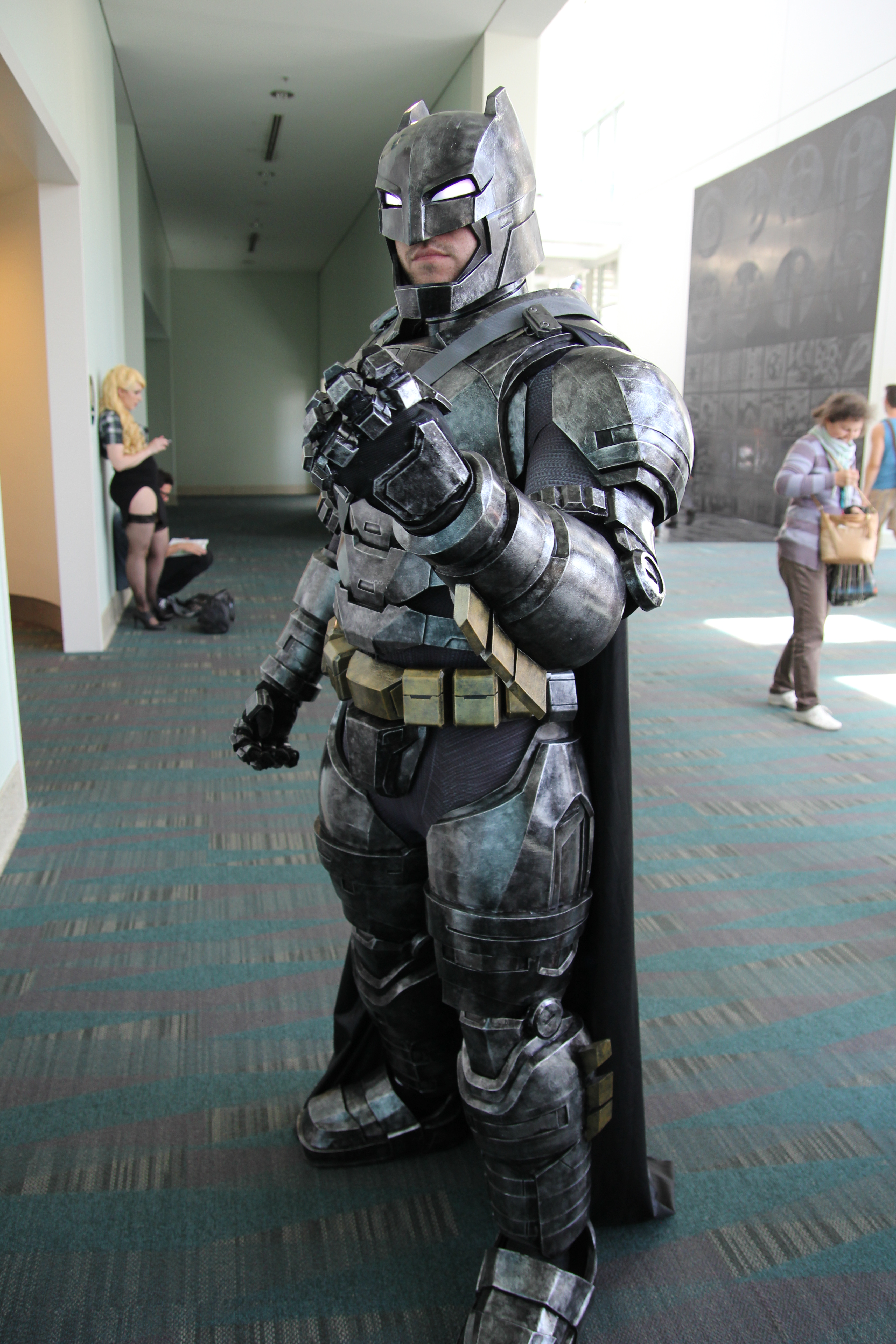
Un cosplayer che indossa l'armatura pesante di Batman usata contro Superman in Batman v Superman: Dawn of Justice al WonderCon del 2016.

Nel 2013, Wayne si trova a Metropolis durante l'evento Black Zero che provoca la distruzione di diversi grattacieli, tra cui la Wayne Financial Tower, mentre i kryptoniani combattono l'un l'altro in tutta la città. Infuriato per l'apparente mancanza di preoccupazione di Superman per gli spettatori innocenti, Wayne dedicò la sua vita a sconfiggere Superman, ritenendolo una minaccia per l'umanità. Diciotto mesi dopo, ad un gala tenuto da Lex Luthor, Wayne incontra Clark Kent (l'identità segreta di Superman), un giovane giornalista che tenta di mettere in discussione la posizione del miliardario su Batman, che lo vede come un brutale criminale.
Wayne ribatte beffardamente che Superman è pericoloso, ma gli ipocriti lo difendono, tentando di allontanarlo dopo aver notato la misteriosa Diana Prince. Mentre pianta un dispositivo per rubare e decrittografare le informazioni dai server di Luthor, Prince ruba il dispositivo prima che Wayne possa riprenderlo, anche se lei glielo restituisce ad un gala del museo dopo che lui l'ha rintracciata, poiché non è in grado di aggirare la crittografia militare sul dispositivo. Wayne torna a casa e si addormenta decrittografando l'unità. Svegliandosi da incubo, in cui incontra Flash, che gli dice che Lois Lane "è la chiave" e di "trovare gli altri" prima di scomparire. Guardando i file di Luthor, scopre che non solo Luthor era alla ricerca della kryptonite, ma stava anche ricercando metaumani in tutto il mondo, uno dei quali includeva Prince, nota anche come Wonder Woman.
Mentre tentava di intercettare gli uomini di Luthor durante una spedizione di kryptonite, Batman venne fermato da Superman in persona, che gli diede un avvertimento mentre Batman espresse il suo desiderio di abbatterlo. Dopo aver visto l'esplosione al Campidoglio degli Stati Uniti durante il processo pubblico televisivo di Superman, Bruce si convince sempre di più per sconfiggere l'Uomo d'Acciaio. Ruba con successo la kryptonite nel suo secondo tentativo e si prepara senza sosta a combattere Superman. Luthor alla fine ricatta Superman per farlo combattere contro Batman, mettendoli infine l'uno contro l'altro in combattimento. Sebbene Superman si sia reso conto della situazione e abbia tentato di dissuadere Batman, quest'ultimo è pronto a combattere, sottomettendo Superman con due granate fumogene alla kryptonite dopo una lunga lotta. Mentre Batman si preparava a muoversi per ucciderlo usando una lancia alla kryptonite, Superman lo implorò di "salvare Martha", causando una pausa confusa da parte di Batman. Quando Lane intervenne per spiegare che Superman intendeva sua madre, Batman cedette e si mise in viaggio per salvare Martha Kent, uccidendo il mafioso Anatoli Knyazev nel processo, mentre Superman riacquistò le sue forze e affrontò Luthor. Luthor eseguì il suo piano di riserva, liberando un mostro geneticamente modificato con il suo DNA e quello del corpo del Generale Zod.
Avendo sentito parlare di caos, Wonder Woman arrivò con la sua armatura utilizzando i suoi poteri metaumani, unendo le forze con Batman e Superman per sconfiggere la creatura. Sfortunatamente, mentre Doomsday viene impalato a morte, questo infuriato e morente riesce a trafiggere il petto di Superman con la sua enorme sporgenza del braccio, ferendo mortalmente anche lui. Batman e Wonder Woman recuperano prontamente il corpo senza vita di Superman, pochi secondi prima dell'arrivo di Lane devastata dall'accaduto. Batman affronta Luthor in prigione, avvertendolo che starà sempre a guardare. Wayne e Prince partecipano al funerale di Kent, e Bruce in seguito consegna a Diana una sua fotografia del 1918.

### L'incontro con Amanda Waller
Un anno dopo, incontra Amanda Waller per negoziare il suo coinvolgimento con la Suicide Squad. In cambio della protezione della reputazione da parte di Wayne e del suo lavoro per nascondere il suo coinvolgimento con la Task Force X, Waller gli fornisce dei documenti governativi classificati su metaumani come Arthur Curry e Barry Allen.

### Formazione della Justice League

#### Versione cinematografica
Nel 2017, Wayne e Prince iniziano i loro piani per localizzare altri metaumani sulla scia della morte di Superman. Una minaccia globale sorge con l'arrivo del Nuovo Dio Steppenwolf, che ha inviato i suoi Parademoni da Apokolips per attaccare Gotham. Wayne riesce facilmente a convincere Barry Allen, noto anche come "Flash", ad unirsi, ma incontra difficoltà nel reclutare Arthur Curry, noto anche come "Aquaman", fino a quando Steppenwolf attacca la casa di Curry, Atlantide.
Wayne e Allen si uniscono a Prince e Victor Stone, noto anche come "Cyborg", mentre ricevono informazioni dal commissario di polizia di Gotham City James Gordon. La squadra si dirige verso una struttura sottomarina tra Metropolis e Gotham City per salvare il padre di Stone, Silas, e altri dipendenti dei Laboratori S.T.A.R., che Steppenwolf e i suoi Parademoni avevano rapito nel tentativo di localizzare l'ultima Scatola Madre, uno dei tre dispositivi che stavano cercando per rimodellare il mondo. Dopo che il gruppo salvò i dipendenti e si impadronì della Scatola Madre per analizzarla a seguito di una scaramuccia, Wayne propone di utilizzare il dispositivo per resuscitare Superman dopo aver sentito da Stone che Silas lo aveva usato per rianimarlo dopo un terribile incidente. Diana e Curry sono titubanti su questa idea, ma Wayne crea un piano di emergenza segreto nel caso in cui Superman si rivelasse ostile.
Dopo aver ripreso il corpo di Kent, la squadra resuscitò con successo Superman usando la Scatola Madre e il liquido amniotico nella nave kryptoniana che fu utilizzata per creare Doomsday. Tuttavia, Superman aveva perso la memora e attaccò il gruppo dopo che Stone lanciò accidentalmente un proiettile contro di lui. Superman si ricorda dell'aggressione di Batman nei suoi confronti, afferrando Batman da terra e arrivando quasi a uccidendolo, ma Batman mette in atto il suo piano di emergenza: Lois Lane. Superman si tranquillizza alla sua presenza e se ne va con lei alla sua casa di famiglia a Smallville, dove riflette, e i suoi ricordi ricominciano a tornare. Nel tumulto, la Scatola Madre viene lasciata incustodita, permettendo a Steppenwolf di recuperarla con facilità.
Senza Superman, i cinque eroi si recano in un villaggio in Russia, dove Steppenwolf mira ad unire ancora una volta le Scatole Madre per terraformare la Terra. Batman rischia la propria vita per distrarre Steppenwolf mentre gli altri membri separano le Scatole Madri, anche se il piano fallisce. Superman, dopo aver riacquistato la memoria, arriva e aiuta Allen a evacuare la città, così come con Stone, nella separazione delle Scatole Madri. La squadra sconfigge Steppenwolf, che, sopraffatto dalla paura, viene attaccato dai suoi stessi Parademoni prima che lui venga teletrasportato via.
Dopo la battaglia, Wayne e Prince decidono di creare una base operativa per la squadra, con spazio per altri membri, e Bruce inizia a ricostruire la villa Wayne distrutta per questo scopo. Wayne poi fa ammenda con Kent, comprando la banca per cercare di salvare la fattoria di sua madre adottiva Martha a Smallville e offrendo a Superman il mantello della leadership per la Justice League appena coniata.

#### Versione del regista
Wayne non è in grado di ottenere un jet militare per trasportare la squadra fino a quando Stone non scopre e corregge un bug del software nel suo firmware. Durante la battaglia finale in Russia, Batman utilizza le sue armi e i suoi veicoli per sfondare la fortificazione radioattiva che Steppenwolf ha costruito intorno alle Scatole Madri, annienta da solo gran parte dell'esercito di parademoni e si unisce al resto della squadra per farsi strada verso le scatole. Mentre Stone, Wonder Woman, Aquaman e più tardi Superman affrontano Steppenwolf all'interno della torre di raffreddamento e attaccano l'Unità, Batman elimina i parademoni rimasti sulla torre, uccidendo uno in particolare che aveva sparato ad Allen, dando a quest'ultimo il tempo di guarire e disfare l'Unità delle scatole entrando nella Forza della velocità e quindi giocando indirettamente un ruolo importante nella sconfitta di Steppenwolf.
Qualche tempo dopo, Wayne e Prince concordano di creare una base operativa per la squadra, con spazio per altri membri, e Bruce inizia a ricostruire villa Wayne distrutta per garantire questo scopo. Wayne poi fa ammenda con Kent, comprando la banca che ha cercato di pignorare la fattoria di Martha Kent a Smallville. Dopo essersi svegliato da un altro incubo, incontrò Martian Manhunter, che lo ringraziò per aver formato la Justice League e gli promise di mettersi in contatto per pianificare l'inevitabile ritorno di Darkseid.

### Aiutante di Flash
Wayne continua a fare da mentore a Barry Allen, diventando un caro amico e aiutandolo a realizzare il suo potenziale come supereroe, oltre ad aiutarlo a creare un nuovo costume. Dopo che Allen aiuta Wayne e Prince a fermare una rapina in banca, Allen diventa nostalgico del suo passato e teorizza che potrebbe tornare indietro nel tempo per fermare sia l'omicidio di sua madre che quello dei genitori di Wayne, a cui quest'ultimo mette severamente in guardia. Allen torna indietro nel tempo per salvare sua madre, con il risultato che il mondo cambia drasticamente, con Superman, Aquaman e Wonder Woman che non esistono, Victor Stone che non ha ancora avuto il suo incidente, e una versione più vecchia e in pensione di Wayne che prende il posto dell'originale. Dopo che Allen annullò i suoi cambiamenti nell'universo, rendendosi conto che non c'era altro modo per salvare il mondo dall'invasione del Generale Zod, ma fecendo un cambiamento che avrebbe dimostrato che suo padre non aveva ucciso sua madre, l'universo apparentemente tornò alla normalità, anche se l'aspetto di Wayne cambiò di nuovo.

## Versioni alternative

### Vittoria di Steppenwolf
In Zack Snyder's Justice League (2021), Wayne, insieme al resto della Justice League, muore a causa di un'esplosione quando le Scatole Madri si unirono e Steppenwolf comunicò con successo a Darkseid e al suo esercito la sua vittoria. La morte di Wayne viene impedita quando Barry Allen entra nella forza della velocità e torna indietro nel tempo al momento precedente l'esplosione.

### Realtà Knightmare

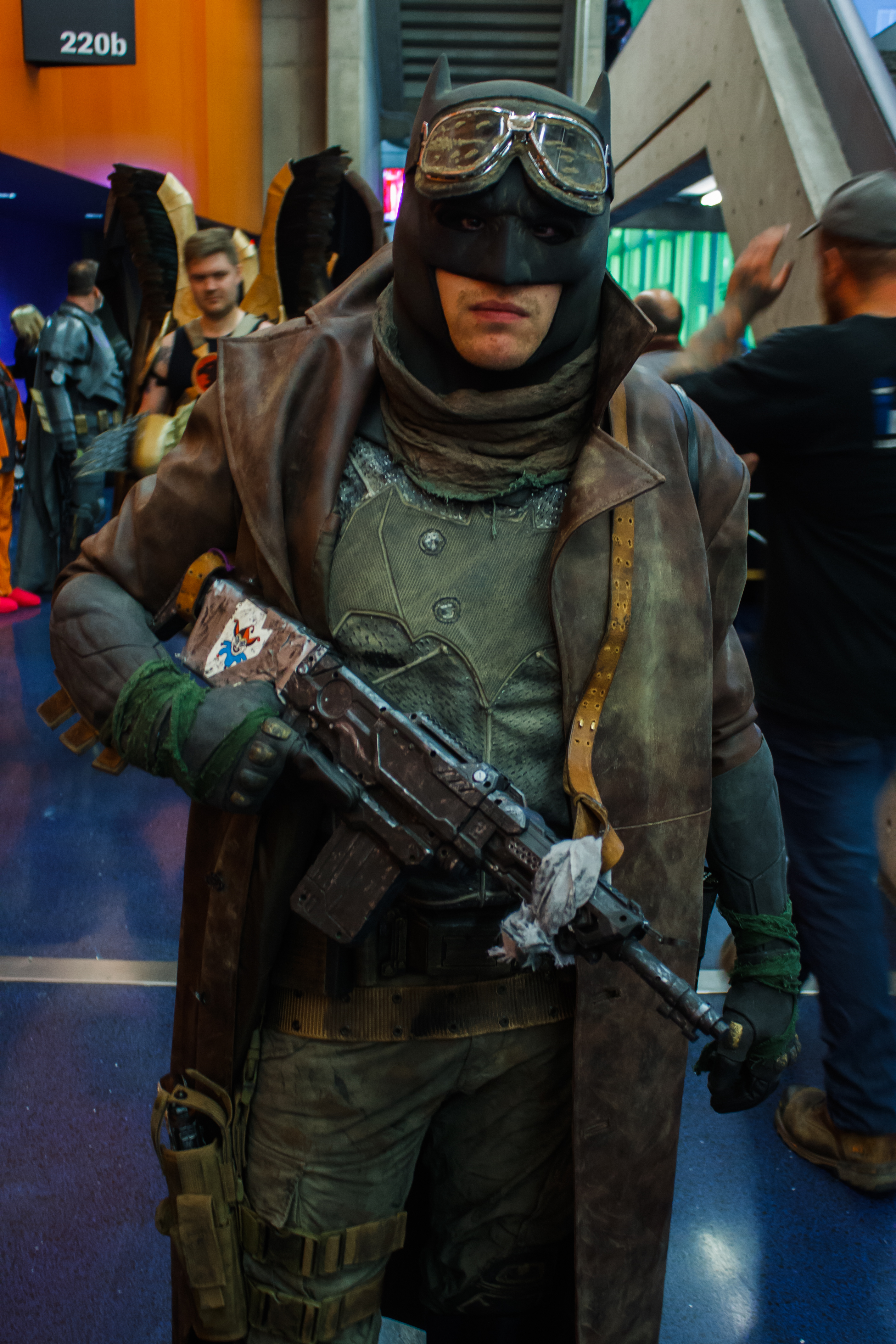
Cosplayer che indossa l'abito "Knightmare" di Batman come rappresentato nel DCEU

Wayne sperimenta il suo primo sogno "Knightmare" nel 2015; la realtà distopica raffigurante un Superman malvagio a capo di un regime per conquistare il mondo, con Wayne e i suoi seguaci che agiscono come un gruppo di resistenza. In questo mondo, Wayne ha fatto ricorso all'uso di armi da fuoco e all'uccisione di nemici, infrangendo i suoi due voti di non farlo mai. Wayne viene tradito da alcuni dei suoi alleati insorti, la sua base viene saccheggiata e la maggior parte dei suoi uomini viene giustiziata sommariamente. Wayne poi combatte da solo contro i soldati di Superman e i Parademoni in una battaglia finale, uccidendone diversi prima di essere catturato e giustiziato dal kryptoniano per avergliela tolta.
Nel 2017, Wayne, dopo aver fermato Steppenwolf, ha un'altra visione "Knightmare" del mondo governato da Darkseid, unendo le forze con Stone, Allen, Mera, Deathstroke e Joker, prima di affrontare un Superman a cui è stato fatto il lavaggio del cervello.

### Flashpoint
Nella realtà creata da Barry Allen dopo aver impedito l'omicidio di sua madre, Bruce Wayne, interpretato da Michael Keaton, è più vecchio, in pensione e ha reso Gotham City una delle città più sicure sulla Terra dopo i suoi lunghi anni di lotta al crimine.
Allen, insieme alla sua controparte più giovane di quella linea temporale convincono Bruce e Kara Zor-El ad aiutarli a fermare l'invasione del Generale Zod. Tuttavia il piano fallisce e Wayne e Kara muoiono nella battaglia. I Barry tornano indietro nel tempo provando a impedire la loro morte, ma il loro piano fallisce ogni volta che ci riprovano, fino a quando il Barry originale si rende conto che l'unico modo per sconfiggere Zod e prevenire la morte di Wayne e Kara è ripristinare la linea temporale originale. Dopo essere tornato indietro e aver permesso che si verificasse l'omicidio di sua madre, la linea temporale originale viene apparentemente ripristinata, ma il piccolo cambiamento di Barry che ha permesso di scagionare suo padre, ha generato un'altra modifica a Bruce: quando arriva per congratularsi con Barry, appare con l'aspetto di George Clooney.

## Caratterizzazione

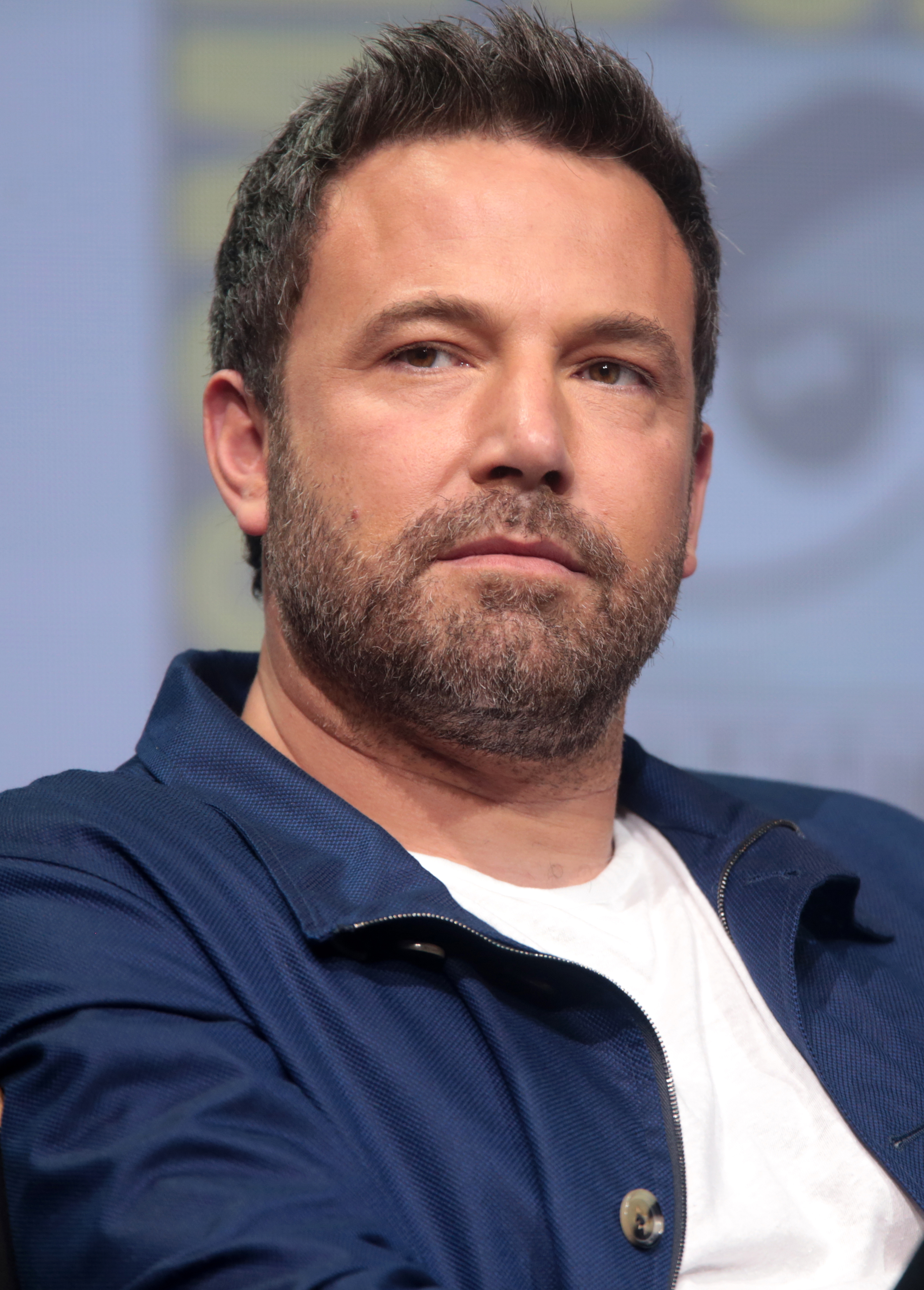
Ben Affleck interpreta una versione più anziana di Batman rispetto ai precedenti franchise cinematografici

La versione del DCEU di Batman è stata notata per essere più cupa e stanca rispetto alle precedenti iterazioni cinematografiche del personaggio, Screen Rant ha definito nel 2019 questa iterazione come «la più arrabbiata che avessimo mai visto», ed è stata influenzata da Batman - Il ritorno del Cavaliere Oscuro di Frank Miller, in cui Batman ha 50 anni. È notevolmente più vecchio di Superman quando lo ha incontrato per la prima volta in Batman v Superman e ha assistito non solo agli omicidi dei suoi genitori in gioventù, ma anche a quello del suo pupillo Dick Grayson, che ha servito come Robin fino alla sua cattura e morte per mano del Joker. Affleck ha spiegato che questo Batman «è un po' più vecchio, è un po' più stanco del mondo. Ha fatto il giro dell'isolato una o due volte, quindi è un po' più saggio, ma è decisamente più cinico e un po' più oscuro e più stanco», aggiungendo che Batman è diventato «più esposto alla violenza e all'elemento criminale di quel mondo nel tempo». Tuttavia, come le precedenti iterazioni del personaggio, tra cui quella di Michael Keaton e Christian Bale, il Batman di Affleck è diventato anche l'amministratore delegato della Wayne Enterprises e ha assunto il compito di proteggere Gotham City da un'ampia varietà di criminali, che vanno da Floyd Lawton, Killer Croc e Digger Harkness, al Joker e Harley Quinn. Il Batman di Affleck condivide una somiglianza con quello di Bale in quanto entrambi caddero in un pozzo e furono invasi dai pipistrelli, sviluppando una fobia delle creature che in seguito incorporarono nel personaggio di Batman.
Bruce è serio, calcolatore e tattico, ed è noto per essere dedito e determinato come combattente del crimine. Possiede un intelletto a livello geniale e un'ottima condizione fisica. È coraggioso, audace e disposto a rischiare la propria vita per il bene degli altri, come dimostrato in Justice League. Nonostante sia descritto come premuroso e altruista, è spesso spietato e violento nella sua guerra al crimine, incorporando tattiche intimidatorie nella sua persona e nel suo stile di combattimento, e i suoi demoni interiori a volte sopraffanno il suo buon senso. A differenza di alcune interpretazioni del personaggio, come quella di Bale, questa versione, come il Batman di Keaton, è disposta a uccidere i suoi avversari, come visto in Batman v Superman: Dawn of Justice, quando uccide apaticamente molti dei servitori di Lex Luthor, uccide numerosi soldati nella realtà apocalittica del Knightmare e tenta persino di uccidere Superman. Tuttavia, dopo aver visto l'altruismo e l'umanità di Superman, Batman prova rimorso per le sue azioni e si affiliò con Superman, arrivando al punto di salvare Martha Kent dagli scagnozzi di Luthor.
La caratterizzazione di Bruce nella versione cinematografica di Justice League è notevolmente diversa da quella della versione del regista, poiché la versione di Joss Whedon ha improvvisamente reso Batman sarcastico, maldestro e indeciso, mentre la versione di Snyder approfondisce il modo in cui il sacrificio di Superman ha ripristinato la sua fede nell'umanità e gli ha dato una ritrovata determinazione, arrivando al punto di lasciarsi alle spalle l'isolamento che lo ha definito a favore di assumere un ruolo di leadership tra i membri della Justice League, gruppo composto da membri "selvaggiamente diversi". Snyder ha dichiarato che nella sua visione originale per l'arco narrativo del personaggio, Batman avrebbe iniziato un periodo di redenzione a partire da Justice League, con conseguente sacrificio nei futuri sequel.
In un'analisi della famigerata frase di Batman «Perché hai detto quel nome?!» dopo aver sentito Superman pronunciare il nome "Martha" in Batman v Superman: Dawn of Justice, il fumettista Jay Oliva nota che la scena raffigura Bruce Wayne in un episodio di disturbo da stress post-traumatico, mentre soffre di flashback della notte in cui i suoi genitori sono stati uccisi dopo essere stati attirati dai loro nomi.

### Voce, equipaggiamento e veicoli
Come per le precedenti iterazioni di Batman, la versione del DCEU utilizza una voce diversa rispetto a Bruce Wayne, ma invece di alterare manualmente la sua voce, si affida a un modulatore vocale per modificarla digitalmente. Affleck osserva che un miliardario di fama mondiale come Bruce Wayne probabilmente verrebbe riconosciuto dalla sua voce. Zack Snyder ha anche deciso di dare a Batman un costume di stoffa, con l'eccezione del suo esoscheletro potenziato in Batman v Superman: Dawn of Justice, dichiarando: «Avevo un'idea davvero forte su quello che volevo fare - volevo davvero fare una sorta di Batman basato sul tessuto; non quello che è diventato il Batman più normale e corazzato. È così che l'abbiamo evoluto». Una mente brillante come Bruce continua ad adattare il suo costume per determinate esigenze, ma cercherà anche altrove per l'ispirazione, poiché i guanti che dissipano il calore che lui e il suo maggiordomo Alfred Pennyworth creano in Zack Snyder's Justice League (2021) sono involontariamente ispirati ai bracciali di metallo di Diana Prince / Wonder Woman.
Secondo la Warner Bros. Studios, la Batmobile in Batman v Superman: Dawn of Justice (2016) ha combinato l'ispirazione sia dal design elegante e aerodinamico delle classiche Batmobili, tra cui la Batmobile del 1989, sia dalla costruzione militare ad alte sospensioni del più recente Tumbler della Trilogia del cavaliere oscuro. Bruce ha anche costruito diversi altri veicoli in grado di passare il controllo ad Alfred, tra cui un jet da combattimento utilizzato in Batman v Superman e molti altri in entrambe le versioni di Justice League, vale a dire il "Knightcrawler", un nuovo veicolo cisterna a quattro zampe che è stato progettato da suo padre durante la seconda guerra mondiale. Utilizza anche un trasporto truppe portatile chiamato "Volpe Volante" che trasporta la nuova Batmobile corazzata, con cui la nuova squadra ci sale a bordo per combattere Steppenwolf in Russia.

### Temi
In Batman v Superman: Dawn of Justice, Richard Brody del The New Yorker nota un'allegoria della politica americana; Superman, secondo Brody, rappresenta il Partito Repubblicano, mentre Batman rappresenta il Partito Democratico. Brody sente che questa nozione è supportata dal fatto che gli occhi di Batman brillano di blu quando indossa l'esoscheletro e quelli di Superman si illuminano di rosso quando usa la sua vista termica. Brody osserva che:
Tuttavia, Kofi Outlaw di ComicBook.com ha interpretato l'allegoria diversamente: Batman rappresenta «il War Hawk di destra all'11 settembre... un'America che preferisce la sicurezza alle libertà civile; la mentalità dell'era di Bush di fermare le minacce in modo proattivo prima che possano minacciare vicino a casa». Paragona anche l'evento "Black Zero" ritratto ne L'uomo d'acciaio – in cui il generale Zod attacca Metropolis, uccidendo centinaia di persone – all'11 settembre. Invece, Superman, scrivendo per Outlaw, rappresenta «l'ideale americano più liberale di sinistra», mentre Lex Luthor rappresenta «gli insidiosi opportunisti che hanno sfruttato (e sfruttano ancora) il tumulto di un mondo post-11 settembre, dilaniato dalla guerra, per guadagno personale». Outlaw suggerisce che la scena in cui Batman e Superman trovano un terreno comune nelle loro madri è parallelo all'idea che le ideologie politiche in conflitto abbiano ancora somiglianze.
Richard Newby di The Hollywood Reporter aggiunge che la scena di Martha «è l'opportunità di Bruce di riconnettersi con la propria umanità e l'umanità di Superman. Batman non termina il combattimento perché le loro madri hanno lo stesso nome, ma perché riconosce Superman come qualcuno con una madre, e quindi un umano, nonostante le sue origini aliene. La battaglia contro Superman è in definitiva la realizzazione di Bruce che può essere migliore e riconnettersi di nuovo con l'umanità. Non è una redenzione, o un cambiamento completo, dato che uccide i mercenari nel magazzino nella scena successiva, ma è un inizio».
Inoltre, Ben Affleck ha detto che gli piaceva «l'idea di mostrare la responsabilità e le conseguenze della violenza e vedere che ci sono persone reali in quegli edifici», con la scena di Bruce Wayne alla battaglia di Metropolis.
Mentre Bruce viene visto assemblare l'omonima squadra in Zack Snyder's Justice League, Snyder descrive l'arco narrativo di Batman come quello della redenzione e del fare la cosa giusta, con Bruce che si sente anche fuori posto, essendo "solo un ragazzo" tra gli altri con poteri divini. Ciononostante, Snyder dice che il suo «lavoro di riunire [la Justice League] è anche uno dei lavori più importanti perché non ci sarebbe la Justice League senza Bruce».

## Concezione e sviluppo
Batman v Superman: Dawn of Justice è stato il secondo film di Affleck come supereroe dei fumetti; aveva già interpretato Daredevil nell'omonimo film del 2003, ed era inizialmente riluttante ad accettare di interpretare Batman, citando che «[sentivo] di non adattarmi allo stampo tradizionale. Ma una volta che Zack [Snyder] mi ha mostrato il concetto, e che sarebbe stato diverso dai grandi film che Chris[topher Nolan] e Christian [Bale] hanno fatto, ma comunque in linea con quella versione, [ne] ero entusiasta».
Affleck aveva precedentemente dichiarato nel 2006 che l'esperienza di Daredevil lo aveva «convinto a non interpretare mai più un altro supereroe». Snyder ha scelto un Batman più vecchio come contrapposizione stratificata contro un Superman più giovane; pur «portando le cicatrici di un combattente del crimine esperto, ma conservando il fascino che il mondo vede nel miliardario Bruce Wayne».  Nolan è stato coinvolto durante il casting di Affleck ed è stato il primo attore che Snyder ha contattato per la parte. Il regista aveva anche discusso per la parte con Josh Brolin, offrendogli anche il ruolo prima di scegliere Affleck, anche se Brolin rifiutò il ruolo a causa di divergenze creative. Inizialmente è stato riferito che Bale voleva interpretare di nuovo Batman anche dopo Il cavaliere oscuro - Il ritorno, anche se in seguito ha dichiarato che il suo Batman non appartiene a nessun altro film e non è mai stato contattato dalla Warner Bros. per interpretare nuovamente il ruolo. Bale alla fine ha deciso di non riprendere il ruolo per rispetto della direzione creativa di Christopher Nolan e per il fatto che la trilogia del Cavaliere Oscuro ha fornito un arco completo al suo personaggio. Altri attori presi in considerazione per interpretare il ruolo includevano Jeffrey Dean Morgan, che sarebbe poi stato scelto per il ruolo di Thomas Wayne, Jon Hamm e Scott Adkins.
Dopo Justice League (2017), Affleck si è allontanato dal ruolo e l'attore inglese Robert Pattinson è stato scelto per sostituirlo in The Batman, prima di altri attori come Nicholas Hoult, Aaron Taylor-Johnson e Armie Hammer, Pattinson era stato precedentemente scelto per interpretare il personaggio nel film di George Miller Justice League: Mortal. Affleck lasciò il ruolo per via della stanchezza e di una miriade di eventi nella sua vita personale, anche se si presume che ciò sia dovuto all'abbandono di Snyder dal DCEU e alle successive divergenze creative con altri registi e sceneggiatori. Con il ritorno di Snyder nel franchise e l'annuncio di Zack Snyder's Justice League (2021), director's cut del film precedente, le voci sul ritorno di Affleck nel DCEU sono emerse prima della conferma del suo ritorno in The Flash (2023), anche se Pattinson continuerà a recitare in The Batman e i suoi sequel, che sono stati confermati come una linea temporale autoconclusiva e non inerente né alla linea temporale principale del DCEU né al DC Universe.
Rispetto alla difficile esperienza durante le riprese di Justice League, Affleck ha dichiarato che fare le riprese per Zack Snyder's Justice League e girare le sue scene per The Flash «ha messo un bel finale alla mia esperienza con quel personaggio», Affleck ha anche dichiarato che le sue scene in The Flash erano le sue preferite nel ruolo come personaggio e che sentiva che i primi cinque minuti delle sue scene nel film erano la prima volta che "capiva davvero il personaggio" e come interpretarlo. Alcuni analisti del settore hanno interpretato la citazione di Affleck come un'allusione al fatto che quest'ultimo film sarebbe stato la sua ultima apparizione nei panni di Batman, dato che The Flash presentava anche l'iterazione di Michael Keaton del personaggio dalla serie di film di Tim Burton. Prima della ristrutturazione dei DC Studios e dell'annuncio del DCU, che presenterà un'altra nuova iterazione di Batman con un nuovo attore a partire dal film The Brave and the Bold, si vociferava che la versione di Keaton del personaggio avrebbe sostituito quella di Affleck nel DCEU dopo The Flash, con Keaton che originariamente riprendeva il ruolo in Batgirl prima della cancellazione del film.
James Gunn aveva scelto una controfigura per la versione di Batman di Affleck in Peacemaker durante una scena in cui appare la Justice League, anche se ha dichiarato che la Warner Bros. gli ha fatto rimuovere Batman e Cyborg dall'episodio per utilizzarli in "progetti futuri del DCEU". Nonostante le voci secondo cui il Batman di Affleck sarebbe stato escluso dal franchise a favore della versione di Keaton, Jason Momoa ha confermato nel 2022 che Affleck aveva girato alcune scene di Aquaman e il regno perduto (2023) come parte delle riprese di quel film. La versione di Affleck è stata tagliata dalla versione finale del film a causa dei piani di Gunn e Peter Safran di riavviare il DCEU nel loro nuovo franchise, il DC Universe (DCU).

### Dietro le quinte
Secondo il numero di settembre 2015 di Empire Magazine, che promuoveva Batman v Superman, Ben Affleck ha scelto di indossare una parrucca per abbinare l'apice della vedova di Bruce Wayne come comunemente raffigurato nei fumetti, una decisione che è stata inizialmente accolta con scetticismo dalla produttrice Deborah Snyder. Affleck ha anche dovuto pesare fino a 231 libbre con il 7,7% di grasso corporeo per il ruolo prima di "ridurre" a 225 per ritrarre Batman come una figura fisicamente imponente, poiché il suo personal trainer Walter Norton Jr. voleva che il personaggio assomigliasse a un «combattente di Arti marziali miste dei pesi massimi» che si era allenato quotidianamente negli ultimi 20 anni. Al contrario, Affleck pesava solo 198 libbre per il suo ruolo in The Town (2010).

## Accoglienza

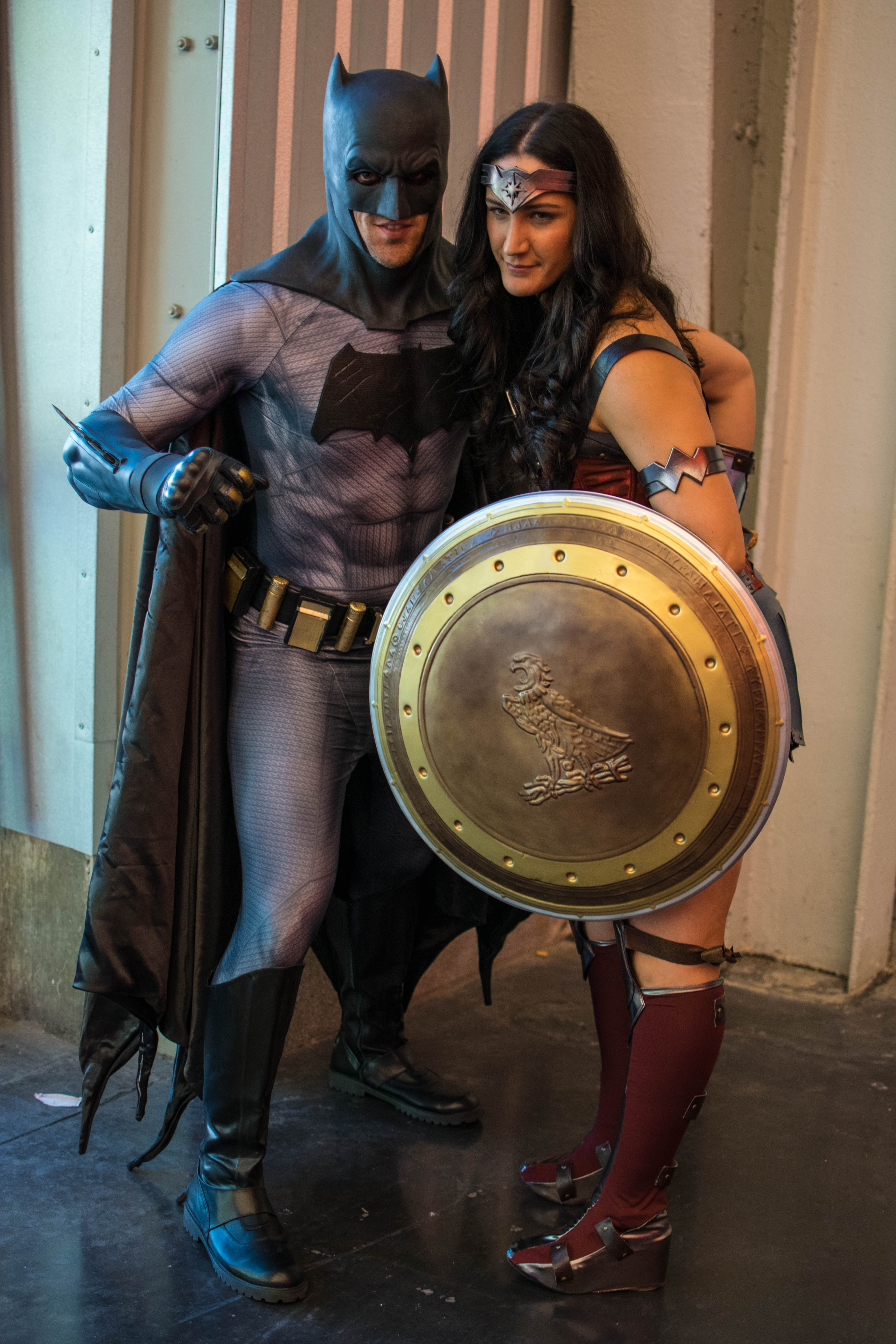
Cosplayer vestiti dal Batman di Ben Affleck e dalla Wonder Woman di Gal Gadot al New York Comic Con 2016

Dopo l'uscita di Batman v Superman: Dawn of Justice, Affleck ricevette notevoli elogi per la sua interpretazione, nonostante l'accoglienza complessivamente mista del film stesso e l'accoglienza negativa riguardo al suo casting. Conner Schwerdtfeger di CinemaBlend nota specificamente che il ritratto di Affleck è fedele ai fumetti, mostrando il meglio delle capacità intellettuali e fisiche di Batman mentre bilancia sia Bruce Wayne che Batman notando come «sembra la sua parte», mentre Michael Keaton si è concentrato troppo su Batman e Christian Bale su Bruce Wayne. Tuttavia, Affleck e Zack Snyder furono entrambi criticati per la decisione di rendere Batman un assassino, un enorme allontanamento da altre interpretazioni del personaggio.
Al contrario, la performance di Affleck all'uscita nelle sale di Justice League ha suscitato opinioni contrastanti da parte della critica; Todd McCarthy di The Hollywood Reporter ha scritto che Affleck «sembra che preferisse essere ovunque tranne che lì». Ben Sherlock di ScreenRant ha anche notato che la caratterizzazione di Batman in quest'ultimo film era incoerente con il modo in cui è stato ritratto in Batman v Superman, che è stato attribuito all'improvviso cambio di regia da Snyder a Joss Whedon. La performance di Affleck nella director's cut del film è stata accolta molto più calorosamente, Tom Jorgensen di IGN scrive che le motivazioni di Batman e lo sviluppo del personaggio sono più completi. Aggiunge anche: «Sentire Batman dire c***o è fantastico». Rick Stevenson di ScreenRant ha scritto: «L'intero personaggio di Batman è perfetto in Zack Snyder's Justice League? No, ha ancora alcuni momenti goffi, il suo confronto da Knightmare con il Joker di Jared Leto sembra forzato e fuori luogo, e la sua storia non è terribilmente originale. Ma funziona, e nel complesso funziona bene. Zack Snyder's Justice League offre la migliore versione del Batman di Ben Affleck, ed è uno dei tanti motivi per cui la director's cut è superiore alla versione cinematografica originale».
Dopo che Affleck si è inizialmente allontanato dal ruolo e successivamente è stata annunciata l'uscita della "Snyder Cut" su HBO Max, il 24 luglio 2020 è emerso un evento di tendenza sui social media intitolato #ThanksBatfleck, con i fan che hanno espresso gratitudine ad Affleck per il suo contributo al ruolo di Batman e simpatia per i motivi per cui ha lasciato il personaggio. Il suo ruolo è stato nuovamente ben accolto dopo averlo ripreso in The Flash. Tuttavia, dopo l'uscita della Zack Snyder's Justice League, era andato virale sui social l'hashtag #MakeTheBatfleckMovie, con il tentativo di far riprendere il ruolo a Ben Affleck per un film stand-alone su Batman.

## Altre apparizioni

### Fumettitie-indel DC Extended Universe
- Batman appare in alcuni fumetti che fungono da prequel di Batman v Superman: Dawn of Justice (2016), seguendo gli eventi de L'uomo d'acciaio (2013). In questi fumetti, Batman combatte contro Firefly e i suoi scagnozzi, incontra Superman mentre difende gli studenti delle scuole medie da criminali armati di armi da fuoco kryptoniane, ed esprime al suo maggiordomo Alfred la sua preoccupazione che Superman si rivolterà contro l'umanità, mentre Alfred suggerisce che potrebbe avere qualche gelosia nei confronti di Superman.
- Batman appare in The Flash: Fastest Man Alive, un tie-in del film The Flash (2023). Appare nel primo numero, dove aiuta Barry Allen a diventare l'eroe che è destinato a diventare. Fornisce anche ad Allen un nuovo costume, che sarebbe poi apparso nel film.[59]

### Pubblicità
Ben Affleck interpreta Bruce Wayne durante la campagna pubblicitaria della Turkish Airlines andata in onda durante il Super Bowl 50, in cui promuove al volo a Gotham City un tie-in di Batman v Superman: Dawn of Justice. Durante la partita è apparso anche Lex Luthor interpretato da Jesse Eisenberg che fa la stessa cosa ma con Metropolis.

### Altre apparizioni cinematografiche e televisive
- Affleck, insieme a Henry Cavill e Jesse Eisenberg, hanno ripreso i loro ruoli in una "scena eliminata" di Batman v Superman: Dawn of Justice con l'amico di lunga data di Affleck Jimmy Kimmel, mostrata su Jimmy Kimmel Live!, in cui il personaggio di Kimmel deduce con successo le identità dei supereroi, sia di Clark Kent che di Bruce Wayne al gala di Lex Luthor, con grande disappunto da entrambe.[61]
- Si fa riferimento alla tuta e al combattimento che dà il titolo a Batman v Superman come se fossero avvenuti nel 2016 nell'universo di Batman nel film LEGO Batman - Il film (2017). In questa sequenza è presente anche la tuta rinforzata del film.
- Questa versione di Batman fa un cameo come disegni a matita e come giocattolo nel film Shazam! (2019) del DC Extended Universe. Il suo batarang viene acquistato da Freddy Freeman su eBay.
- Bruce Wayne e Batman vengono menzionati nel film del DC Extended Universe Birds of Prey e la fantasmagorica rinascita di Harley Quinn (2020). Harley Quinn menziona di essere stata arrestata da Batman (come accaduto in Suicide Squad) e ha anche chiamato la sua iena domestica come "quel ragazzo muscoloso di Bruce Wayne".
- Batman viene menzionato nella serie televisiva del DC Extended Universe Peacemaker. Sarebbe dovuto anche apparire insieme agli altri membri della Justice League, tuttavia, secondo il creatore della serie James Gunn, la Warner Bros. ha chiese di rimuovere la sua apparizione insieme a quella di Victor Stone / Cyborg. Doveva essere interpretato dallo stuntman Matt Turner.[62]
- La versione del DC Extended Universe di Batman fa un cameo nel film Cip & Ciop agenti speciali (2022) doppiato da Jorma Taccone. Nel film Batman viene raffigurato come protagonista che recita al fianco di E.T. nell'immaginario film Batman vs. E.T. (parodia di Batman v Superman).[63]